# حزقيال كارلوس مالدونادو
حزقيال كارلوس مالدونادو (بالإسبانية: Juan Carlos Maldonado)‏ هو لاعب كرة قدم أرجنتيني، ولد في 7 سبتمبر 1986 في La Falda ‏ في الأرجنتين. لعب مع لاسيرينا.

## وصلات خارجية
- حزقيال كارلوس مالدونادو على موقع قاعدة بيانات كرة القدم.إي يو (الإنجليزية)
- حزقيال كارلوس مالدونادو على موقع Soccerway.com (الإنجليزية)